# Elite Warriors: Vietnam
Elite Warriors: Vietnamは、Bold Gamesから2005年に発表された、分隊ベースの三人称/一人称視点シューティングゲームである。ベトナム戦争中に活動した南ベトナム軍事援助司令部付研究・観察グループ（MACV-SOG）の活動を描く。元MACV-SOG隊員の作家、ジョン・プラスター少佐が制作に参加している。

## 概要
プレイヤーはSOG偵察班の指揮官を演じ、いわゆるホーチミン・ルートに沿った中立国ラオス領内を舞台に、敵後方での特殊任務に従事することになる。ミッションの多くは、実際にSOGが実施した作戦を元としたものである。
nFusionのエグゼクティブプロデューサーであるスティーブ・エリス（Steve Ellis）によれば、本作はプラスターの著書に触発されて開発が始まった。プラスター自身も当初からアドバイザーとして開発に参加し、装備やミッションのデザインについての助言を行った。ゲームをよりリアルなものとする試みの一環として、エリスはプラスターと共に射撃場でCAR-15やAK-47といった当時使われた火器の射撃を体験した。
プラスターによれば、彼がビデオゲームの開発に携わることになったのは偶然がきっかけであったという。当時プラスターのSOG時代の戦友でもある元デルタフォース隊員、ジョン・マリンズ（John Mullins）が、ビデオゲームSoldier of Fortuneのアドバイザーを務めていた。SOGの戦術や知識が新しいビデオゲームの制作にも活かせるものと感じたマリンズは、代理人を通じてプラスターの著書を読んだばかりだったスティーブ・エリスにプラスターを紹介したのである。ビデオゲームについての理解を深めるべく、プラスターはエリスと会った直後にPlayStation 2と当時最新のファーストパーソン・シューターをいくつか購入し、1ヶ月間それらをプレイし続けたという。その後、プラスターはさらに2ヶ月かけてSOG隊員としての経験などを踏まえた191ページのアイデアを書き上げ、これを提出した。
2020年3月21日、旧作の再リリースやリマスターを主に行っているパブリッシャーのZiggurat Interactiveは、本作の再リリースを行った。

## システム
本作は、地図上でウェイポイントを設定して目的地まで移動する2Dモードと、特定の地点で戦闘や工作を行う3Dモードから成る。プレイヤーは2Dモードでスタート地点や移動ルート、脱出地点などを設定する。この際、1日ごとに移動の速度や夜間の休息なども設定できる。2Dモードの移動中に会敵するか、目的地に到達すると3Dモードへと移行する。3Dモードでは、4人のチームを率いて任務の遂行を試みる。マルチプレイヤーモードには、デスマッチおよびコープが用意されている。
プラスターは、従来のファーストパーソン・シューターが敵と出会うようにプレイヤーを誘導する「派手な迷路」に過ぎないことが気にかかり、本作ではプレイヤーの移動を妨げる障害物を大幅に減らすことを求めた。また、敵の位置がプレイ毎に多少変化するようにされている点や、ミッションに取り入れられた待ち伏せの要素も、プラスターが従来のゲームに欠けていると感じたものである。キャラクターの成長要素も、プラスターの要望によって追加された。

## 評価
Metacriticでは、11件のレビューに基づき、本作に「おおむね不評」（generally unfavorable reviews）の評価を与えた。
Gamespotのレビュアー、Erik Wolpawは、本作に10点中5点（平凡）の評価を与えた。レビューでは、nFusionが以前に開発したタクティカルシューター（デッドリー・ダズンシリーズやLine of Sight: Vietnam）と比較し、AIに指示を出すためのラジアルメニューの追加が唯一の改善点であり、ブラザー イン アームズシリーズに似た俯瞰の戦術カメラや地図上で部隊を移動させる2Dモードはアイデアとしては興味深いものの、うまく機能していないとした。そのほか、敵味方双方のAIの反応の悪さに起因する戦闘の退屈さ、マップの風景およびミッションの多様性の欠如も指摘した。GameSpyのレビュアー、Scott Osborneは、本作に6点中2.5点（平均）の評価を与えた。レビューでは、敵味方のAIの反応の悪さやバグの多さ、ロケーションおよびミッションの多様性の欠如を問題として指摘する一方、サウンドや作り込まれたジャングルを取り上げ、最高のものではないにせよ、小規模な開発者による低予算のゲームとしては非常に雰囲気がよいとした。GameZoneのレビュアー、Michael Laffertyは、本作に10点中6.3点の評価を与えた。レビューでは、風景やサウンドを評価しつつも、敵味方のAIの反応の悪さなどを問題として指摘した。IGNのレビュアー、Tom McNamaraは、本作に10点中5点（平凡）の評価を与えた。レビューでは、AIの挙動に加え、パッケージには表示されていなかった2Dモードのためにゲームが寸断されているように感じることを問題として指摘し、また風景やサウンドをある程度評価した。